# Distrikt Vítor

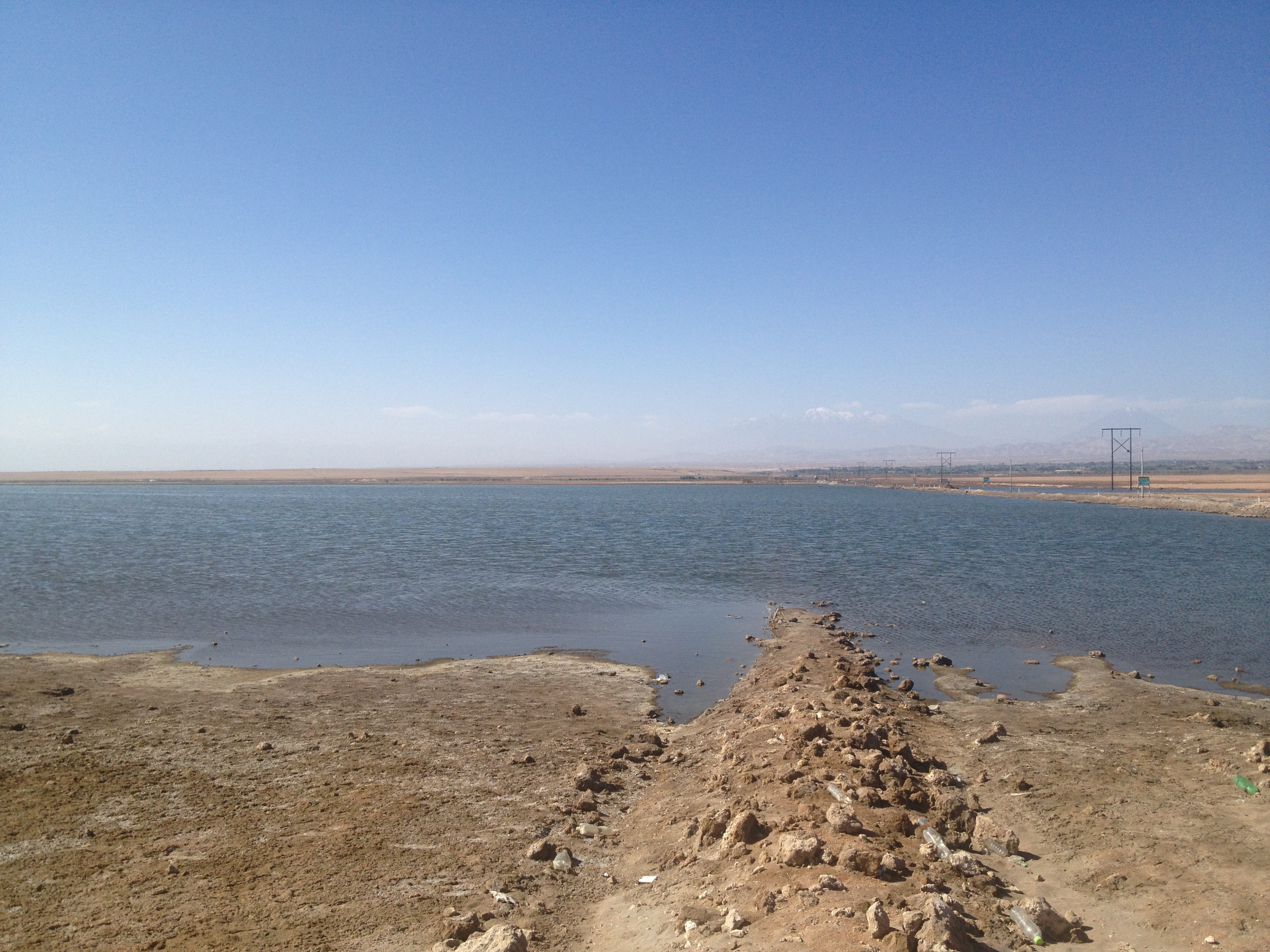
Laguna de San Camilo

Der Distrikt Vítor liegt in der Provinz Arequipa der Region Arequipa in Südwest-Peru. Der Distrikt wurde am 2. Januar 1857 gegründet. Er hat eine Fläche von 1543,5 km². Beim Zensus 2017 lebten 3610 Einwohner im Distrikt. Im Jahr 1993 lag die Einwohnerzahl bei 3238, im Jahr 2007 bei 2693. Die Distriktverwaltung liegt in der am Río Vítor (Mittellauf des Río Quilca/Río Chili) auf einer Höhe von 1200 m gelegenen Kleinstadt Vítor mit 1126 Einwohnern (Stand 2017). Vítor liegt 43 km westsüdwestlich vom Stadtzentrum der Provinz- und Regionshauptstadt Arequipa entfernt.

## Geographische Lage
Der Distrikt Vítor liegt im zentralen Westen der Provinz Arequipa. Er erstreckt sich über das Küstenhochland. Der Distrikt besteht überwiegend aus Wüste. Der Río Vítor durchquert den Distrikt in südwestlicher Richtung. Bewässerte Landwirtschaft wird hauptsächlich entlang dem Flusslauf des Río Vítor betrieben. Die Nationalstraße 1S (Panamericana) von El Pedregal nach La Joya führt durch den Distrikt.
Der Distrikt Vítor grenzt im Westen an die Distrikte Santa Rita de Siguas und Santa Isabel de Siguas, im äußersten Norden an den Distrikt Huanca (Provinz Caylloma), im Nordosten an den Distrikt Yura, im Osten an die Distrikte Uchumayo, La Joya und Mollendo (letzterer in der Provinz Islay) sowie im Süden an die Distrikte Islay (Provinz Islay) und Quilca (Provinz Camaná).